# Microlophus
Microlophus – rodzaj jaszczurek z rodziny lawanikowatych (Tropiduridae).

## Zasięg występowania
Rodzaj obejmuje gatunki występujące w Ekwadorze (włącznie z Galapagos), Chile i Peru.

## Systematyka

### Etymologia
- Microlophus: gr. μικρος mikros ‘mały’; λοφος lophos ‘grzebień’[1].
- Steirolepis (Stirolepis): gr. στειρα steira ‘kil statku’[10]; λεπις lepis, λεπιδος lepidos ‘łuska, płytka’, od λεπω lepō ‘łuszczyć’[11]. Typ nomenklatoryczny: Tropidurus microlophus Wiegmann, 1835 (= Stellio peruvianus Lesson, 1830).
- Eulophus: gr. ευλοφος eulophos ‘z pięknym grzebieniem’, od ευ eu ‘ładny’; λοφος lophos ‘czub’[12]. Typ nomenklatoryczny: Steironotus arenarius Tschudi, 1845.
- Craniopeltis: gr. κρανιον kranion ‘czaszka’, od καρα kara, καρατος karatos ‘głowa’[13]; πελτη peltē ‘mała tarcza bez obramowania’[14]. Typ nomenklatoryczny: Craniopeltis bivittata Peters, 1871.
- Laemopristis: gr. λαιμος laimos ‘gardło’[15]; πριστης pristēs ‘piła’[16]. Typ nomenklatoryczny: Tropidurus occipitalis Peters, 1871.
- Aneuporus: gr. ανευ aneu ‘bez’; πορος poros ‘otwór, dziura’[6]. Typ nomenklatoryczny: Tropidurus occipitalis Peters, 1871.
- Plesiomicrolophus: gr. πλησιος plēsios ‘blisko, w pobliżu’, od πελας pelas ‘blisko’, od πελαζω pelazō ‘przybliżyć’; rodzaj Microlophus Duméril & Bibron, 1837[17]. Typ nomenklatoryczny: Tropidurus occipitalis koepkeorum Mertens, 1956.

### Podział systematyczny
Do rodzaju należą następujące gatunki:

- Microlophus albemarlensis (Baur, 1890)
- Microlophus arenarius (Tschudi, 1845)
- Microlophus atacamensis (Donoso-Barros, 1960)
- Microlophus barringtonensis (Baur, 1892)
- Microlophus bivittatus (Peters, 1871)
- Microlophus delanonis (Baur, 1890)
- Microlophus duncanensis (Baur, 1890)
- Microlophus grayii (Bell, 1843) – kolcogon lawowy[18]
- Microlophus habelii (Steindachner, 1876)
- Microlophus heterolepis (Wiegmann, 1834)
- Microlophus indefatigabilis (Baur, 1890)
- Microlophus jacobii (Baur, 1892)
- Microlophus koepckeorum (Mertens, 1956)
- Microlophus occipitalis (Peters, 1871)
- Microlophus pacificus (Steindachner, 1876)
- Microlophus peruvianus (Lesson, 1830)
- Microlophus quadrivittatus (Tschudi, 1845)
- Microlophus slevini Torres-Carvajal, 2024
- Microlophus tarapacensis (Donoso-Barros, 1966)
- Microlophus theresiae (Steindachner, 1901)
- Microlophus theresioides (Donoso-Barros, 1966)
- Microlophus thoracicus (Tschudi, 1845)
- Microlophus tigris (Tschudi, 1845)
- Microlophus yanezi (Ortíz-Zapata, 1980)